# Prasugrel
Prasugrel (Entwicklungsbezeichnungen CS-747, LY640315) ist ein Thrombozytenaggregationshemmer aus der Gruppe der Thienopyridine, der die Bildung von Blutgerinnseln (Thromben) behindert. Prasugrel ist seit 2009 zum Einsatz beim akuten Koronarsyndrom in den USA, in England, in Österreich, in der Schweiz und in Deutschland zugelassen. Es stellt damit eine Alternative zum Wirkstoff Clopidogrel aus derselben Wirkstoffgruppe dar, der derzeit noch in den meisten Fällen bei der Therapie des Herzinfarktes eingesetzt wird.
Das Arzneimittel „Efient“ (Europa) bzw. „Effient“ (USA) von Daiichi Sankyō enthält als Arzneistoff  Prasugrel·Hydrochlorid.

## Pharmakologie
Prasugrel ist wie die anderen Thienopyridine Clopidogrel und Ticlopidin ein Prodrug, das im Körper (durch eine Hydrolyse durch Esterasen, anschließend Oxidation durch das Cytochrom-P450-System) in den aktiven Metaboliten R-138727 umgesetzt wird. Dies scheint schneller und zu einem größeren Anteil zu geschehen als bei den anderen Stoffen dieser Arzneistoff-Gruppe. Die Ausscheidung geschieht hauptsächlich über die Niere.
Der aktive Metabolit bindet am P2Y12-Adenosindiphosphat-Rezeptor der Thrombozyten. In der Folge unterbleibt die Thrombozytenaktivierung über den Glykoprotein-IIb/IIIa-Rezeptorkomplex. Da die Blockierung des P2Y12-Rezeptors irreversibel ist, bleiben die Thrombozyten während ihrer gesamten Lebensdauer beeinträchtigt. Die vollständige Gerinnungsfähigkeit des Bluts stellt sich erst mit der Neubildung von Thrombozyten im Laufe von fünf bis sieben Tagen wieder ein.

## Anwendungsgebiete
Prasugrel wird in Kombination mit Acetylsalicylsäure bei Patienten mit ST-Strecken-Hebungsinfarkt (STEMI) im Rahmen der Behandlung (Perkutane transluminale coronare Angioplastie) bei einer Herzkatheter-Untersuchung eingesetzt. Bei Patienten mit Nicht-ST-Streckenhebungsinfarkt (NSTEMI) bringt eine frühzeitige Aufsättigung vor geplanter (nächste 48 Stunden) Herzkatheterbehandlung keinen Vorteil in Hinblick auf ischämische Ereignisse (Tod durch Schlaganfall oder Herzinfarkt, notfällige Herzkatheterbehandlung). Es erhöht sich aber die Rate an Blutungskomplikationen, so dass der Beginn der Therapie erst im Rahmen der Herzkatheterbehandlung erfolgen sollte.
In der der Zulassung zugrunde liegenden Phase-3-Studie (TRITON-TIMI 38, eine randomisierte doppelblinde Multicenterstudie, n=13.608) zeigte Prasugrel in Bezug auf die Häufigkeit von kardiovaskulärem Tod (9,44 % vs. 11,49 %) für den primären Endpunkt, nicht-tödlicher Herzinfarkt oder nicht-tödlicher Schlaganfall, einen signifikant höheren Nutzen als Clopidogrel. Demgegenüber traten allerdings häufiger Blutungen als Nebenwirkung auf (1,4 %, vs. 0,9 % in der Clopidogrel-Gruppe, davon 0,4 % vs. 0,1 % tödlich). Die Gesamtsterblichkeit unterschied sich deshalb nicht.
Das deutsche Institut für Qualität und Wirtschaftlichkeit im Gesundheitswesen (IQWiG) bewertet die Datenlage nicht als Beleg, sondern lediglich als einen Hinweis auf einen Vorteil von Prasugrel gegenüber Clopidogrel. Das Studiendesign der TRITON-Studie wird kritisiert, da es möglicherweise Prasugrel bevorzugt. Auch die erhöhte Rate an Nebenwirkungen, vor allem Blutungen, wird betont.
Bei rückenmarksnahen Regionalanästhesie-Verfahren (Spinalanästhesie bzw. Periduralanästhesie) sollte Prasugrel 7–10 Tage vorher abgesetzt werden und frühestens sechs Stunden nach dem Eingriff wieder eingesetzt werden.